# حرف مصمت
الإصمات من الصمت وهو، لُغَةً: المنع. سميت حروفُهُ الحروفَ المُصْمَتة لأنها منعت من أن تختص ببناء كلمة أكثر من ثلاثة أحرف، أي أن كل كلمة على أربعة أحرف أو خمسة لا بد من أن يكون فيها مع الحروف المصمتة حرف من الحروف المُذلَقة.
وهي اثنان وعشرون حرفًا، مجموعة في قولِك: «جُزْ غُشَّ سَاخِطٍ، صِدْ ثِقَةً إِذَا وَعَظَهُ يَحُضُّكَ»، أيْ: ما عدا الحروفَ المُذْلَقةَ المجموعةَ في قولِك: «فَرَّ مِنْ لُبٍّ».
فحروفُ الإصمات ممنوعةٌ من أن تختص في لغة العرب ببناء كلمة مُجَرَّدةٍ رباعيةٍ أو خماسية. فإذا وجدتَ كلمةً رُباعيةً أو خُماسية، وكُلُّ حروفِها أصلية، وليس فيها حرفٌ من حروفِ الذَّلَاقة، فهي غيرُ عربية، كلفظ: عَسْجَد: اسم للذهب أعجمي، وعَسَطُوس -بفتح العين والسين- اسم لشجر الخَيزُران، وحروف الإصمات ما عدا أحرُفَ الذلاقةِ المتقدمةَ.
وتُسَمَّىٰ أيضًا «الحروفَ الصُّتْمَ»: (بتقديمِ الصاد على التاءِ، والتاءِ على الميم)، ذَكَرها الجَوهَرِيُّ في «الصحاح»، ونقلَها عنها مُحَمَّدُ بْنُ مُكَرَّمٍ (ابْنُ منظور) في «لسان العرب»، مادةِ «صَتْم»: «ما عدا الذُّلْق» (أيْ: ما عدا الحروفَ الذُّلْقَ؛ المُذْلَقة). وقالَ الخليلُ بْنُ أحمدَ الفراهيديُّ: التي ليستْ من الحَلْق. وقال ابْنُ الجَزَرِيِّ في «التمهيد في علم التجويد»: وسُمِّيَتْ صُتمًا لتمكنها في خروجها من الفم واستحكامها فيه، يقال للمحكم: المُصَتَّم [والصَّتْم].